# Listrac-de-Durèze
Listrac-de-Durèze, auf Gaskognisch Listrac de Durèsa, ist eine französische Gemeinde mit 137 Einwohnern (Stand 1. Januar 2022) im Département Gironde in der Region Nouvelle-Aquitaine. Sie gehört zum Kanton Le Réolais et Les Bastides und zum Arrondissement Langon. An der östlichen Gemeindegrenze verläuft das namengebende Flüsschen Durèze. 
Sie grenzt im Norden und im Osten an Pellegrue, im Süden an Auriolles, im Südwesten an Soussac und im Westen an Saint-Antoine-du-Queyret.

## Bevölkerungsentwicklung
| Jahr      | 1962 | 1968 | 1975 | 1982 | 1990 | 1999 | 2008 | 2017 |
| --------- | ---- | ---- | ---- | ---- | ---- | ---- | ---- | ---- |
| Einwohner | 119  | 110  | 115  | 92   | 111  | 113  | 178  | 171  |

## Sehenswürdigkeiten
- romanische Kirche Saint-Barthélémy, seit 2001 als Monument historique  ausgewiesen
- Schloss Fontbizol

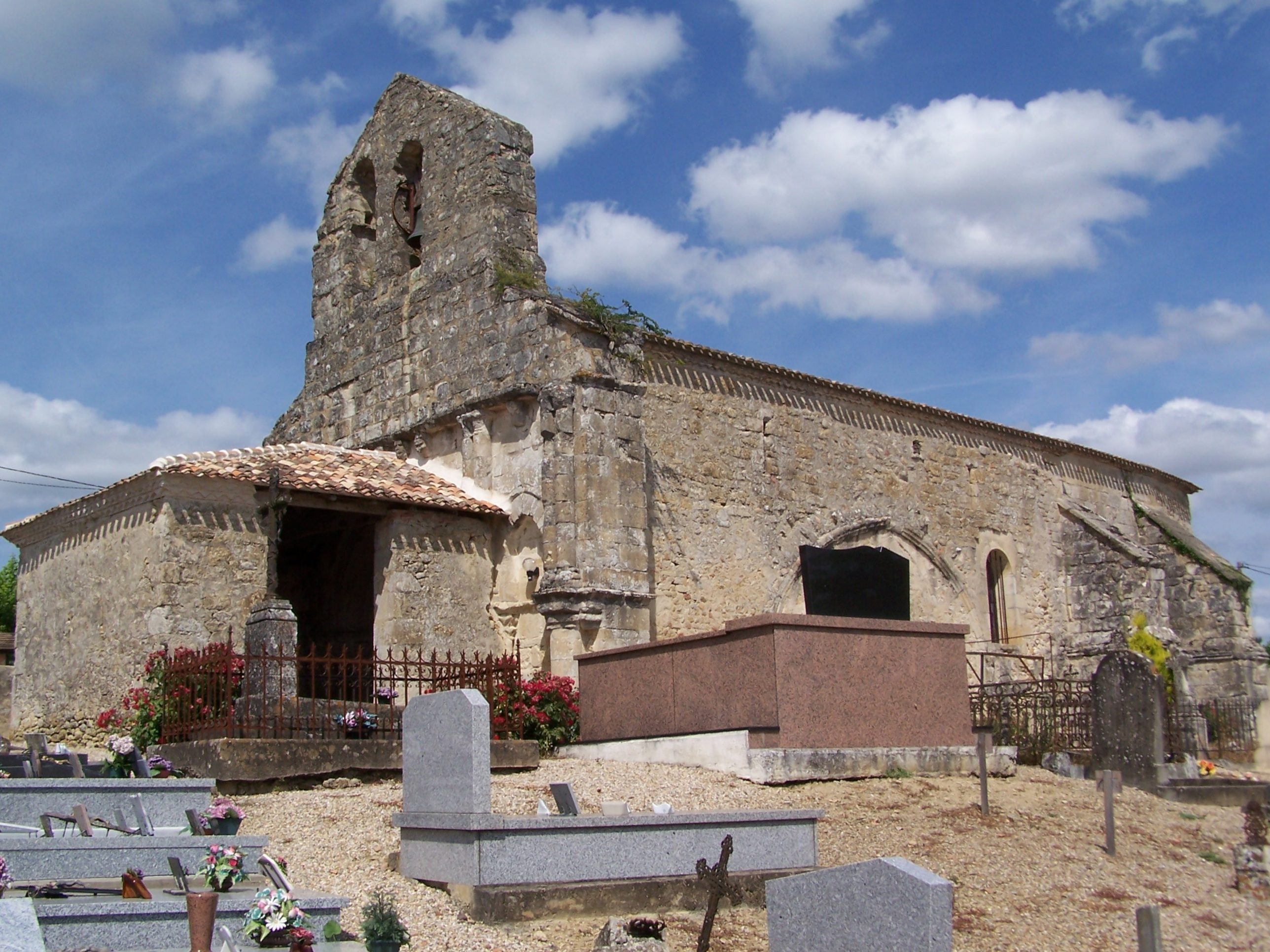
Kirche Saint-Barthélémy
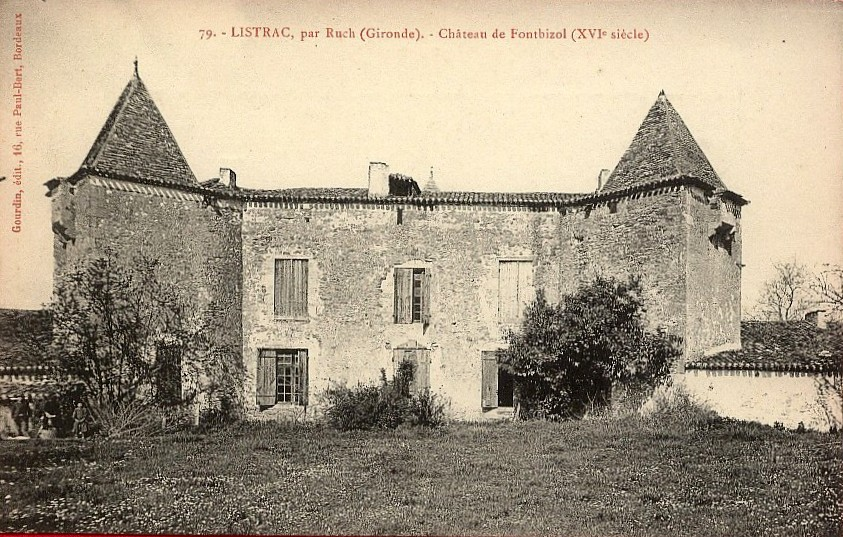
Schloss Fontbizol